# IMR-3
Pour les articles homonymes, voir IMR.
Le IMR-3 (où IMR signifie Inzhenernaya mashina razgrazhdeniya) est un char du génie russe.

## Description
Il est équipé d'une grue et d'une lame. Il est basé sur le châssis du T-90. Il complète ou remplace l'IMR-2 basé sur le châssis du T-72. Sa mission est de créer des routes[réf. souhaitée].

## Galerie d'images

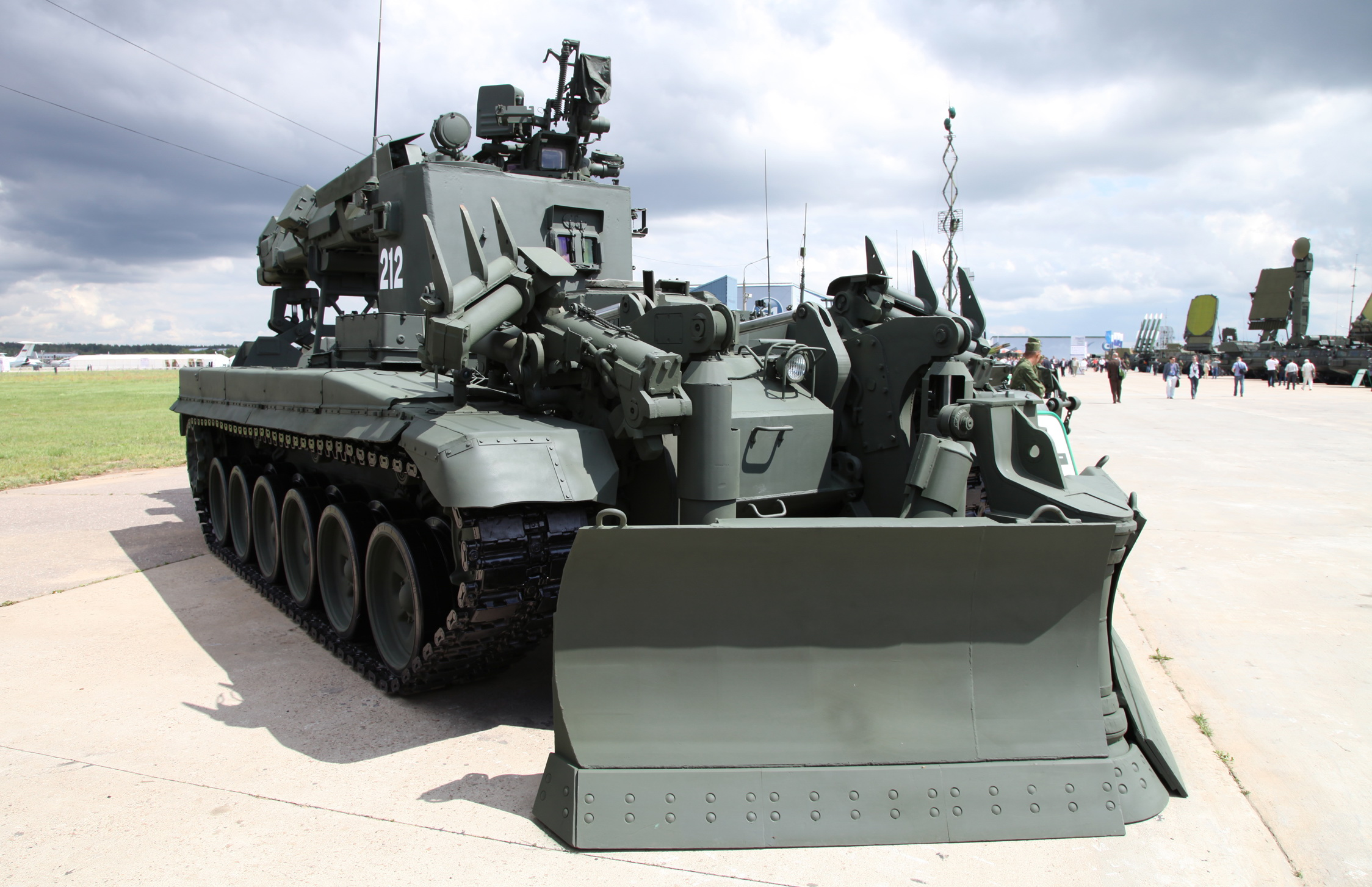
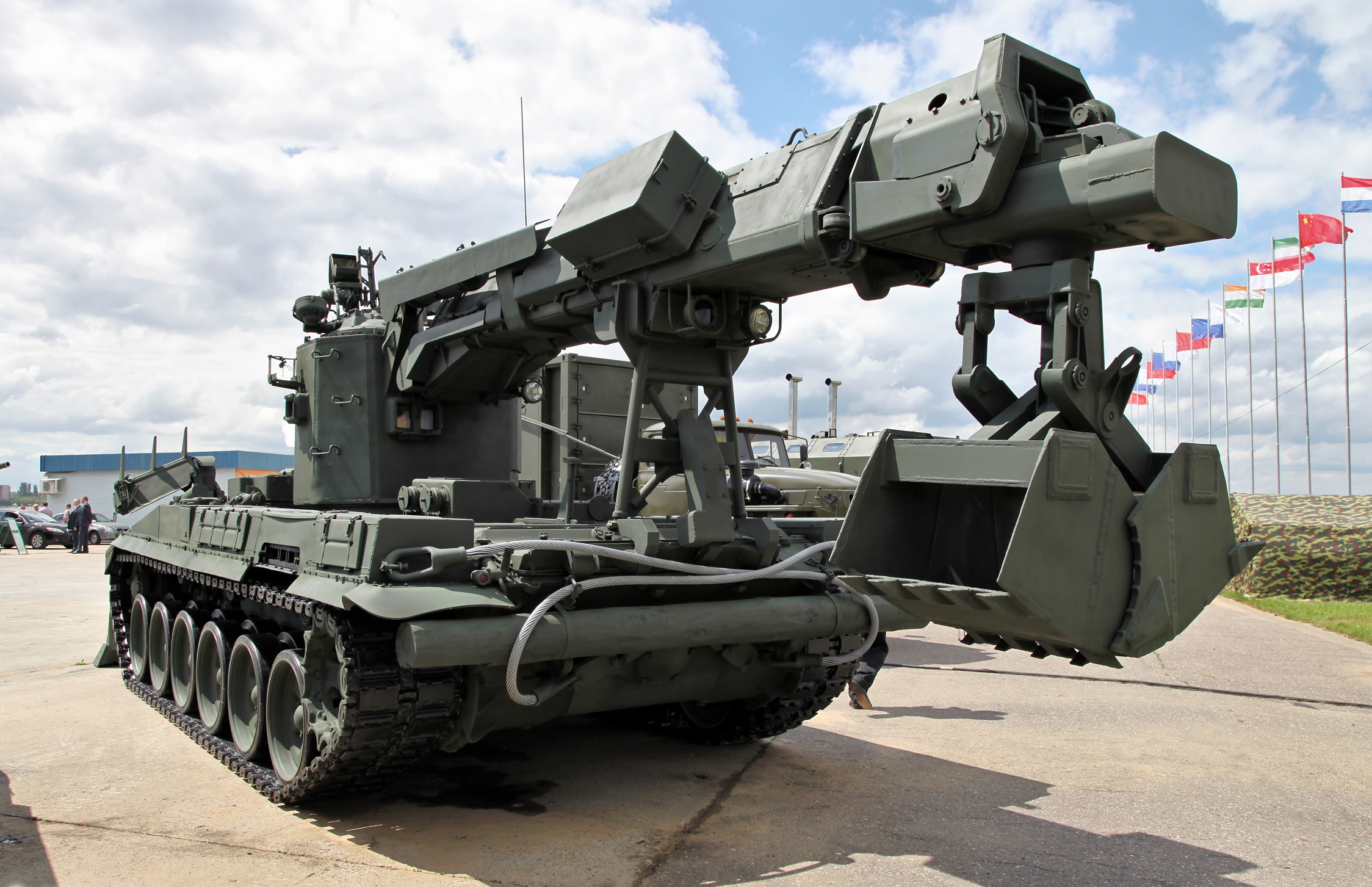
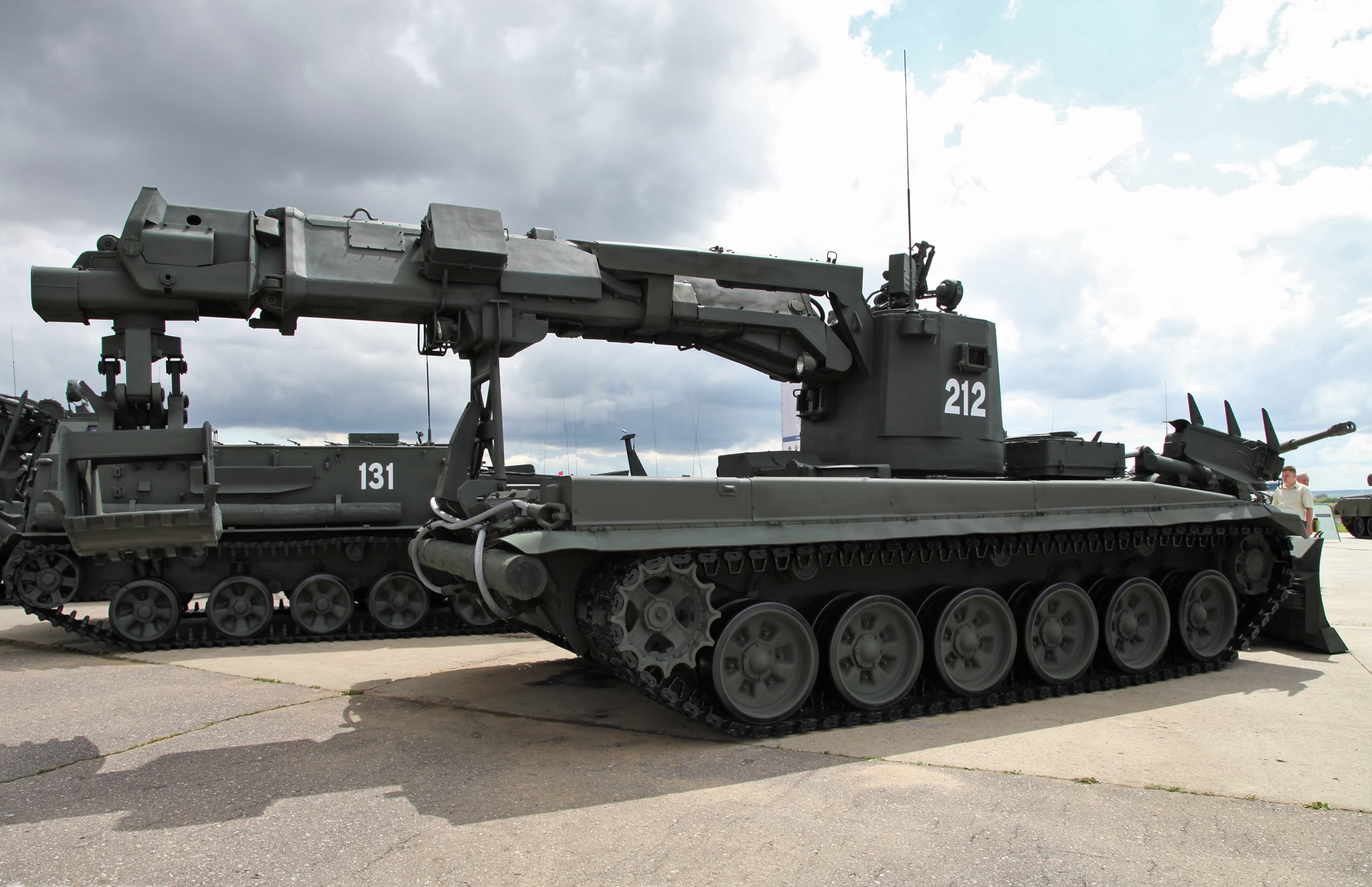

## Opérateur
- Russie